# Elias de Bourbon-Parma
Elias, Duce de Parma și Piacenza (italiană Elia di Borbone-Parma; 23 iulie 1880 – 27 iunie 1959) a fost Șeful Casei de Bourbon-Parma și pretendent la tronul Ducatului de Parma în perioada 1950-1959. Din 1907 până în 1959 a servit ca regent pentru pretențiile la tron a celor doi frați mai mari care aveau disabilități.

## Primii ani
Elias s-a născut la Biarritz ca fiul cel mic al detronatului Robert Duce de Parma și a primei soții a acestuia, Prințesa Maria Pia de Bourbon-Două Sicilii (fiica regelui Ferdinand al II-lea al celor Două Sicilii).
În ciuda pierderii tronului, Robert și familia sa s-au bucurat de o avere considerabilă. Dețineau castelul Schwarzau am Steinfeld în apropiere de Viena în Austria, Villa Pianore în apropiere de Viareggio în Italia și castelul Chambord în Franța.

## Căsătorie și familie
La 25 mai 1903 la Viena, Elias s-a căsătorit cu Arhiducesa Maria Anna de Austria (1882–1940), fiica Arhiducelui Friedrich, Duce de Teschen și nepoată a reginei Maria Cristina a Spaniei. Elias și Maria Anna au avut opt copii:
- Prințesa Elisabetta (17 martie 1904 – 13 iunie 1983); necăsătorită.
- Prințul Carlo Luigi (22 septembrie 1905 – 26 septembrie 1912); a murit de poliomielită.
- Prințesa Maria Francesca (5 septembrie 1906 – 20 februarie 1994); necăsătorită.
- Robert Hugo de Bourbon-Parma (7 august 1909 – 25 noiembrie 1974); necăsătorit.
- Prince Francesco Alfonso (14 iunie 1913 – 29 mai 1959); necăsătorit.
- Prințesa Giovanna Isabella (8 iulie 1916 – 1 noiembrie 1949); necăsătorită; a fost ucisă dintr-un accident prin împușcare în La Toledana, Spania.
- Prințesa Alicia (n. 13 noiembrie 1917); s-a căsătorit cu Infantele Alfonso, Duce de Calabria. Au copii
- Prințesa Maria Cristina (7 iunie 1925 – 1 septembrie 2009); necăsătorită.